# Hermann Schröer
Hermann Schröer (Mülheim an der Ruhr, 16 maart 1920) is een Duits componist, muziekpedagoog, dirigent, pianist en muziekuitgever.

## Levensloop
Schröer studeerde aan het Conservatorium Duisburg, nu: Folkwang Hochschule in Duisburg, aan de Hochschule für Musik in Keulen. Verder studeerde hij in de jaren 1942 en 1943 bij Friedrich Frischenschlager aan de Universität für Musik und Darstellende Kunst "Mozarteum" Salzburg in Salzburg en in 1944 bij Johann Nepomuk David aan de Felix Mendelssohnschool voor muziek en theater in Leipzig.
Na de Tweede Wereldoorlog leefde hij als freelance-pianist en arrangeur en werd in 1952 dirigent van de Stadtkapelle Meersburg. In 1953 richtte hij een jeugdharmonieorkest Knabenmusik Meersburg op. In 1964 vertrok hij naar Zwitserland en werd dirigent van de Stadtmusik Sankt Gallen en vanaf 1965 als opvolger van Max Leemann eveneens van de Stadtmusik Arbon. In deze functie bleef hij tot 1980. In 1967 richtte hij in Arbon een jeugmuziekschool op. In 1985 was hij ook dirigent van het regionale Ostschweizerische Blasorchester.
Als componist schreef hij vooral werken voor harmonieorkest.

## Composities

### Werken voor harmonieorkest
- 1970 Sinfonia I, voor harmonieorkest
- 1976 Batak - Balkan Melodie, voor harmonieorkest
- 1976 Fröhliches Fest
- 1976 Melody-Mixer, ouverture
- 1976 Sinfonia Piccola
- 1991 Dichter, Bauer und Dirigent, voor harmonieorkest
- Alfred Musy Marsch
- Astor, mars
- Baffin-Marsch
- Boston-Parade, moderne selectie
- Bischofszeller Marsch
- Brasiliana, moderne selectie
- Brooklyn-Parade

- Concertino in Es, voor harmonieorkest
- Eiger, mars
- Emil Huber-Marsch
- Festlicher Auftakt
- Fliegender Adler Peri-Marsch
- Freut euch des Lebens, variaties over het bekende lied
- Frohsinn, mars
- Gute Laune, mars
- Immer am Ball (Sportmarsch)
- Jakob Schönenberger-Marsch
- Junge Welt (Racy-Marsch)
- Land der Träume
(Ein Souvenir)
- Mit Schwung, mars
- Nordische Suite

- Olympia, mars
- Party Time
- Piz Palü, mars
- Quirino, mars
- Racy-Marsch
- Rodeo, moderne rapsodie
- Roulette, mars
- Sheraton, mars
- Suite voor blazers
- Swing and Drive, mars
- Tipp - Topp, swing mars
- Veränderungen um F, symfonisch spectrum
- Zes variaties over een lied